# Церковные степени и должности в Римско-католической церкви

Церковные степени и должности в Римско-католической церкви.
Римско-католическая церковь на протяжении истории имеет богатую историю церковных должностей. Степеней священства всего три: диакон, пресвитер и епископ. Но на протяжении столетий появлялись разные почётные степени должности.

## Священные саны в Римско-католической церкви

### Священнослужителив Римско-католической церкви
- Епископ;
- Священник (пресвитер);
- Диакон.

### Современные чиныцерковнослужителейв Римско-католической церкви
- Аколит;
- Чтец.

### Упразднённые чины церковнослужителей в Римско-католической церкви
- Малые чины;
- Субдиакон;
- Остиарий;
- Экзорцист (клирик).

### Нецерковнослужители в Римско-католической церкви, прислуживающие за Мессой
- Министрант.

## Иерархические степени в Римско-католической церкви

### Епископские степени
- Папа римский;
- Кардинал;
- Верховный архиепископ;
- Примас;
- Митрополит;
- Архиепископ;
- Ординарий;
- Коадъютор;
- Ауксилиарий;
- Суффраган;
- Титулярный епископ.

### Не епископские степени в Римско-католической церкви
- Декан;
- Архипресвитер;
- Каноник;
- Настоятель прихода;
- Капеллан.

### Монашеские степени в Римско-католической церкви
- Протоархимандрит;
- Генеральный настоятель;
- Провинциал;
- Аббат;
- Аббатиса;
- Приор.

### Другие церковные должности
- Коммендатор;
- Церемониарий.

## Церковные должности в Римско-католической церкви

### Должности администраторов
- Администратор:
  - Апостольский администратор;
  - Епархиальный администратор;
  - Приходской администратор.

### Викарные должности
- Викарий:
  - Апостольский викарий:
  - Генеральный викарий;
  - Епископский викарий;
  - Окружной викарий (декан);
  - Приходской викарий;
  - Судебный викарий.

### Должности прелата
- Прелат:
  - Персональный прелат;
  - Территориальный прелат;

## Почётные церковные титулы
- Почётный прелат Его Святейшества;
- Капеллан Его Святейшества;
- Апостольский протонотарий;
- Монсеньор;
- Папа Римский на покое.

## Исторические и упразднённые должности
- Князь Церкви;
- Князь-епископ;
- Князья-помощники Папского трона;
- Помощник Папского трона;
- Тайный камергер;
- Прелат Фьоккетто;
- Видам.